# Emre Belözoğlu
Emre Belözoğlu (wym. [emˈɾe beˈløzoːɫʊ], ur. 7 września 1980 w Stambule) – turecki piłkarz występujący na pozycji środkowego pomocnika. 
W 2004 roku Brazylijczyk Pelé umieścił go na liście FIFA 100, czyli liście najlepszych żyjących piłkarzy na świecie.

## Kariera klubowa
Emre Belözoğlu zawodową karierę rozpoczynał w 1996 roku w Galatasaray SK. W jego barwach 17 maja 1997 roku podczas wygranego 6:1 meczu z MKE Ankaragücü zadebiutował w rozgrywkach pierwszej ligi tureckiej i było to jego jedyny ligowy występy w tamtym sezonie. W kolejnych rozgrywkach Emre już znacznie częściej dostawał szanse gry i łącznie wziął udział w 24 spotkaniach Süper Lig. W trakcie pięciu sezonów spędzonych w Galatasaray turecki zawodnik odnosił wiele sukcesów – cztery razy sięgnął po tytuł mistrza kraju, trzy razy wywalczył Puchar Turcji, a oprócz tego w 2000 roku zdobył Puchar UEFA i Superpuchar Europy. Dla Galatasaray zaliczył łącznie 102 ligowe występy i uzyskał w nich trzynaście trafień.
Latem 2001 roku Belözoğlu przeniósł się do Włoch, gdzie podpisał kontrakt z Interem Mediolan. W Serie A zadebiutował 26 sierpnia w wygranym 4:1 pojedynku przeciwko Perugii, jednak przez cały sezon pełnił rolę rezerwowego, podobnie jak jego rodak Okan Buruk. W sezonie 2002/2003 Emre razem z drużyną wywalczył wicemistrzostwo Włoch oraz dotarł do półfinału Ligi Mistrzów. Za 2003 rok dostał także nagrodę „Pirata d’Oro” przyznawaną najlepszemu zawodnikowi Interu w danym roku. Rywalizacja o miejsce w linii pomocy „Nerazzurrich” była jednak na tyle duża, że w kolejnych latach borykający się z kontuzjami Emre nie mógł być pewien miejsca w wyjściowym składzie, przez co w 2005 roku postanowił zmienić klub.
Chęć pozyskania Turka wyraziły takie zespoły jak A.C. Milan, Manchester United, Arsenal F.C. i Liverpool, jednak piłkarz został przedstawiony jako nowy nabytek Newcastle United. Działacze „Srok” zapłacili za Emre niemal cztery miliony funtów. W Newcastle Belözoğlu spędził trzy lata, jednak w ich trakcie był trapiony przez kontuzje, przez co nie mógł w pełni pokazać swoich umiejętności. Dla angielskiej drużyny strzelił między innymi zwycięskiego gola w wygranym 3:2 meczu z Sunderlandem, a miało to miejsce 23 października 2005 roku.
23 lipca 2008 roku Emre powrócił do kraju, gdzie został zawodnikiem Fenerbahçe SK. Pierwszą bramkę dla nowego klubu uzyskał w pojedynku kwalifikacji do Champions League przeciwko węgierskiej Hungárii Budapeszt, natomiast pierwsze trafienie w lidze zaliczył 5 grudnia w wygranym 1:0 wyjazdowym meczu z Denizlisporem.
1 lipca 2012 roku podpisał dwuletni kontrakt z hiszpańskim Atlético Madryt. 7 lipca odbyła się oficjalna prezentacja Emre na Estadio Vicente Calderón, zaś 31 sierpnia zadebiutował w Superpucharze Europy przeciwko Chelsea. Spotkanie zakończyło się zwycięstwem hiszpańskiego klubu 4:1, a Emre pojawił się na boisku w 87 minucie.
W styczniu 2013 roku powrócił do Fenerbahçe SK, podpisując 2,5 letni kontrakt. Suma transferu wyniosła 350 tysięcy euro. W latach 2013–2015 Emre wystąpił w 56 spotkaniach w których strzelił 14 bramek. Po sezonie 2014/2015 zawodnik rozstał się z ekipą „Kanarków”. Został wówczas zawodnikiem İstanbul Başakşehir. Przed rozpoczęciem sezonu 2018/2019 ogłosił, że będzie to jego ostatni sezon w rozgrywkach piłkarskich. Niespodziewanie jednak 2 lipca 2019 roku Fenerbahçe ogłosiło, że Belözoğlu zostanie ich piłkarzem po raz trzeci w karierze. Po zakończeniu sezon definitywnie zakończył karierę piłkarską.

## Kariera reprezentacyjna
Emre ma za sobą występy w młodzieżowych reprezentacjach Turcji. Grał w drużynach do lat 15, 16, 17, 18 i 21, dla których łącznie rozegrał 73 spotkania.
W seniorskiej kadrze zadebiutował 23 lutego 2000 roku w przegranym 0:2 meczu z Norwegią. Pierwszego gola strzelił dla niej natomiast 2 września tego samego roku podczas wygranego 2:0 pojedynku z Mołdawią. Następnie Belözoğlu wystąpił na Mistrzostwach Świata 2002, na których Turcy wywalczyli trzecie miejsce. Na mundialu tym Emre był podstawowym graczem drużyny narodowej, wystąpił w sześciu spotkaniach, a w 56 minucie zremisowanego 1:1 meczu rundy grupowej przeciwko Kostaryce wpisał się na listę strzelców. W 2008 roku Fatih Terim powołał Belözoğlu do kadry na mistrzostwa Europy, na których reprezentacja Turcji została wyeliminowana w półfinale przez Niemców. Turniej ten Emre rozpoczął jako kapitan swojego zespołu, rozegrał pełne 90 minut w pojedynku grupowym z Portugalią, jednak z udziału w kolejnych spotkaniach Euro 2008 wykluczyła go kontuzja. W latach 2013–2018 nie występował w ogóle w kadrze. Ostatni mecz w kadrze rozegrał 11 października 2019 kiedy to wyszedł w podstawowym składzie na mecz eliminacji do Mistrzostw Europy 2020 przeciwko Albanii.